# Miejsce Kłodnickie
Miejsce Kłodnickie (niem. Miesce) – część miasta oraz jedno z 16 osiedli administracyjnych miasta Kędzierzyna-Koźla. Siedziba Rady Osiedla znajduje się przy ulicy Szpaków 11. Przewodniczącym Zarządu Osiedla (2023) jest Andrzej Jędrzejczyk.
Dawniej odrębna wieś i gmina jednostkowa. Od 1945 gromada (sołectwo) w zbiorowej gminie Blachownia Śląska. W latach 1954–1961 w gromadzie Cisowa, a 1961–1972 w gromadzie Blachownia Śląska. 1 stycznia 1973 weszło w skład gminy Sławięcice, a po jej zniesieniu 30 października 1975 włączone do miasta Kędzierzyna, przemianowanego 3 listopada 1975 na Kędzierzyn-Koźle.

## Historia
| Liczba ludności w miejscowości | 1845 | 1855 | 1861 |
| ------------------------------ | ---- | ---- | ---- |
| Miejsce (Mesce)                | 208  | 255  | 307  |

| Liczba lundości w miejscowości | 1910 | 1925 |
| ------------------------------ | ---- | ---- |
| Miejsce (Mesce)                | 372  | 340  |

Od końca XVIII w. wieś posiadała własną pieczęć gminną, na której wizerunku umieszczono po prawej pięć kłosów zbóż, po lewej skierowany ostrzem do środka pola sierp.
W latach 1933–1937 władze niemieckie przeprowadziły na Śląsku Opolskim kampanię zmian nazw geograficznych z polskich na niemieckie. Z tego powodu w 1934 wioska Miejsce zmieniła nazwę na: Luisental.
31 stycznia 1945 Armia Czerwona zajęła Miejsce Kłodnickie. 21 marca 1945 rozpoczęło się przejmowanie od Armii Czerwonej obiektów gospodarczych w powiecie kozielskim.
Na początku 1946 w Miejscu Kłodnickim mieszkało 326 osób.
| Ludność miejscowości według spisu powszechnego | 1950 | 1960 | 1970 |
| ---------------------------------------------- | ---- | ---- | ---- |
| Miejsce Kłodnickie                             | 414  | 355  | 378  |

25 września 1954 reforma podziału administracyjnego powołała na terenie powiatu kozielskiego 30 gromad, w tym:
- Gromada Cisowej (Cisowa i Miejsce Kłodnickie).

W 1961 Cisową i Miejsce Kłodnickie włączono do gromady Blachowni Śląskiej.
15 października [1975 nastąpiło połączenie miast Koźla, Kędzierzyna, Kłodnicy i Sławięcice oraz 3 wsi (Lenartowic, Miejsca Kłodnickiego i Cisowej) – początek dzisiejszego miasta Kędzierzyn-Koźle.

## Komunikacja
Miejski Zakład Komunikacyjny w Kędzierzynie-Koźlu posiada w dzielnicy Miejsce Kłodnickie 3 przystanki autobusowe: Miejsce Kłodnickie, Remiza i Szpaków.
Kursuje tutaj linia autobusowa nr 9.